# Yacine Hima
Yacine Hima (en Árabe: يسين هيما; Lyon, Francia, 25 de marzo de 1985) es un futbolista argelino retirado. Jugaba de volante y su último equipo fue el AS Lyon Duchère de Francia.

## Selección nacional
Ha sido internacional con la selección nacional de fútbol de Argelia, ha jugado 2 partidos internacionales.

## Clubes Profesionales
| Club                     | País           | Año       |
| ------------------------ | -------------- | --------- |
| Olympique de Lyon        | Francia        | 2004-2007 |
| LB Châteauroux           | Francia        | 2005-2006 |
| FC Aarau                 | Austria        | 2007      |
| Al-Watani                | Arabia Saudita | 2007-2008 |
| AC Bellinzona            | Suiza          | 2008-2010 |
| K.A.S. Eupen             | Bélgica        | 2010-2011 |
| Neftchi Baku             | Azerbaiyán     | 2011      |
| FC Wil                   | Suiza          | 2012      |
| Monts d'Or Azergues Foot | Francia        | 2013      |
| Lyon-Duchère             | Francia        | 2013-2016 |